# Distrito de Colasay
El Distrito de Colasay es uno de los doce distritos de la Provincia de Jaén en el Departamento de Cajamarca, bajo la administración del  Gobierno regional de Cajamarca, en el Perú.   
Desde el punto de vista jerárquico de la Iglesia católica forma parte del Vicariato Apostólico de San Francisco Javier, también conocido como Vicariato Apostólico de Jaén en el Perú.

## Historia
Colasay, fue territorio de los Huambos Prehispánicos pasando bajo la colonia a formar parte de la Encomienda de Lorenzo de Ulloa y, luego de la Gobernación de Jaén.
Fue creado como pueblo por Decreto del Protectorado del Libertador Don José de San Martín, el 12 de febrero de 1821. Es uno de los distritos más antiguos de la provincia, pues desde la independencia fue considerada Distrito del Departamento de Trujillo y, desde 1828, de la Provincia de Jaén, fue creado como Municipalidad el 29 de noviembre de 1856, siendo presidente provisional el Mariscal Don Ramón Castilla. El 2 de enero de 1857, le fueron desmembrados San Felipe y Sallique y los Caseríos Circundantes. Luego en 1943, se le separó el territorio de Pomahuaca y en 1956 el de Pucará.
Relacionado con el nombre de Colasay existen diversos versiones, unos dicen que Colasay fue un Cacique muy antiguo, otros que fue el apellido de un hombre que vivió en el antiguo pueblo llamado “PIRIPIRI”, lo cierto es que cuando llegaron los españoles por estas tierras allá por los años de la conquista (1536 – 1538) Colasay ya tenía ese nombre, esto se conoce por los cartas de los mismos españoles, Colasay fue un pueblo muy importante en tiempos del Virreinato.

## LÍMITES
El distrito de Colasay limita:
NORTE: Distrito de Pomahuaca y Distrito de Chontalí.
SUR : Provincia de Cutervo, separada por el río Huancabamba.
ESTE : Provincia de Jaén.
OESTE : Distrito de Pucará y Pomahuaca.

## División política
Centros poblados, caseríos y anexos del distrito de Colasay, provincia de Jaén, departamento de Cajamarca, Perú.
1. COLASAY.
Colasay, Tablón, La Huaca, El Paraíso, el Porvenir, Santa Rosa de Congona, Huanchama, Chorro del Obispo, Ahuyaca, San Gerardo de Churcas, La Palma, Calapón, Vista Alegre, El Infiernillo.
2. CENTRO POBLADO CHUNCHUQUILLO.
Chunchuquillo, Juan Díaz, Palma del Lirio, El Lirio, Nuevo Jerusalén, Huaranguillo, Bomboca, Bomboquillo, Los Faiques, Balsapampa, La Fila.
3. CENTRO POBLADO CHUNCHUCA.
Chunchuca, El Vencedor, Nuevo Oriente, Bolívar, Platanurco, Samanga, Los Cedros, San Francisco, El Mirador, La Higuera, La Unión, Pichilingue.
4. CENTRO POBLADO SAN LORENZO.
San Lorenzo, Campamento Joronga, Joronga Alto, Villasana, Nuevo Porvenir, Puente Blanco, La Chorrera Nuevo Milenio, Naranjal.
5. CENTRO POBLADO CEDRO DEL PASTO.
Cedro del Pasto, Agua Blanca, Agua Sabrosa, Flor de Lipaca, Flor de la Esperanza, Los Limones, Las Iglesias, Buenos Aires, Carima, Cuyca, El Recodo, El Palmo, Cabra Mayo, Nivintos.
6. ANEXOS.
Cangrejo, Chimbacucho, Corralpampa, El Cacao, El Hualte, El Laurel, El Papayal, El Puquio, Hualanero, Guayacán, Illa, Corral Viejo, Shambo, Santa Elena, La Garrapata, Morerillo, San Patricio, Rumipampa, Vallejos, Laque, Lanchal, Balsal, Limonal.

## Atractivos turísticos
Cuenta con diversos atractivos, y una riqueza ecológica impresionante. El ícono agrícola por excelencia y también símbolo cultural es la chirimoya Colasaina. 
La calle más atractiva del pueblo es la calle San Juan, en especial la intersección de esta última con la calle Real, es allí donde se han registrado los pobladores más ilustres. 

## Autoridades

### Municipales
- 2014[2]
  - Alcalde: Lucy Nohemí Vásquez Barturén, del Partido Unión por el Perú (UPP).
  - Regidores: Mario Salazar Solano (UPP), Carmela Ramos Malca (UPP), Dionicio Cueva Mego (UPP), Mónica Karina Fernández Tapia (Frente Regional de Cajamarca), Filiberto Vallejos Santacruz (Frente Regional de Cajamarca).
- 2007 - 2010
  - Alcalde: Manuel Jesús Meniz Arnao.

### Religiosas
- Vicariato Apostólico de Jaén[3]
  - Vicario apostólico: Mons. Gilberto Alfredo Vizcarra Mori, S.J.

## Festividades
- 24 de junio: Fiesta patronal San Juan
- 4 de octubre: Fiesta patronal San Francisco de Asís.